# Srila
Srila é um título religioso conferido a grandes mestres religiosos do hinduismo, devido à aproximação das posturas dos mestres com atitudes santas de grandes gurus que são sucedidos.

No Brasil é conferido a autoridades eclesiásticas da ciência védica e filosofia Hare Krishna e é traduzido como Sua Santidade. Lembrando que a deidade à qual fazem referência tem referências que remetem a mais de 5 mil anos, época em que o humano ficou necessitando de escrituras para relembrarem de Deus. Lembrando que há muuuuito tempo os homens tinham memória excelente, não necessitando de escrituras para saber quais os cantos com os nomes de Deus. Hare Krishna!!